# Mélancholia
Pour les articles homonymes, voir Melancholia.
Mélancholia est un film français de Guy Gilles, sorti en 1961.

## Fiche technique
- Titre : Mélancholia
- Réalisateur : Guy Gilles
- Producteur : François Reichenbach (Films Galilée)
- Photographie : Jean-Marc Ripert
- Musique : Michel Legrand
- Assistants réalisation :  Jean-François Faure, Jacques Bouzerand, Pierre Laville
- Durée : 17 min
- Date de sortie : 1961

## Distribution
- Anne Laurent
- Macha Méril
- Daniel Moosmann
- Françoise Vatel
- Bérangère Vattier
- Geneviève Thénier